# هاجر چنارانی
هاجر چنارانی نماینده پیشین حوزه انتخابیه نیشابور، فیروزه، زبرخان و میان‌جلگه  که در دورهٔ دهم و یازدهم، عضو مجلس شورای اسلامی بود. او دارای مدرک کارشناسی ارشد جامعه‌شناسی است.

## زندگی‌نامه
هاجر چنارانی در روستای چناران شهرستان زبرخان در استان خراسان رضوی متولد شد. پدر وی در جنگ ایران و عراق کشته شده‌است. تحصیلات وی کارشناسی ارشد جامعه‌شناسی گزارش شده‌است.

## نماینده نیشابور در مجلس دهم
هاجر چنارانی با کسب ۷۵٬۳۸۴ رأی از مجموع ۲۳۸٬۷۱۱ رای حوزه انتخابیه نیشابور،فیروزه ،زبرخان و بخش‌های میان جلگه و سرولایت به دوره دهم مجلس شورای اسلامی راه یافت. او پس از راهیابی به مجلس وارد کمیسیون امنیت ملی و سیاست خارجی مجلس شد. وی درابتدا و در زمان ثبت نام به عنوان کاندیدای مستقل وارد عرصه انتخابات شد ولی پس از تأیید صلاحیت به جرگه فراکسیون ولایت که جامعه‌ای اصولگرا است پیوست.

## مواضع و حاشیه‌ها

#### ترکیب مجلس دهم
هاجر چنارانی در گفتگو با تسنیم، دربارهٔ ترکیب مجلس دهم، اعتقاد دارد: «در همه دوره‌های مجلس تقریباً از هر سه جناح فعلی یعنی اصول‌گرا، اصلاح‌طلب و مستقلین حضور داشتند. تفاوت این مجلس در این است که تعداد مستقلین نسبت به گذشته بیشتر شده‌است.»
وی تصور اصلاح‌طلبان از پیروزی و در اختیار داشتن اکثریت مجلس را تصوری اشتباه می‌داند و دربارهٔ انتخاب لاریجانی بعنوان رئیس مجلس می‌گوید: «موضوع به‌عکس شد و مجلس از سه جناح تشکیل شد و هرکدام از نمایندگان با دیدگاه شخصی در صحن علنی به رئیس مجلس رأی دادند.»

#### حمله به سید جواد حسینی
چنارانی در همایش «زن، سلامت و خانواده» در مهر ۱۳۹۶ در نیشابور با پایهٔ میکروفن به سیدجواد حسینی، معاون سیاسی استاندار خراسان رضوی، حمله کرد. او سخنرانی معاون سیاسی استاندار را بخاطر استفاده از کلمه «خراسان غربی» در سخنرانی گذشته به هم زد در حالی‌که معاون استاندار همان‌جا در پاسخ، ضمن عذرخواهی گفته بود: «ببخشید اگر گفتم، اشتباه کردم؛ منظور من غرب خراسان رضوی و غربی‌ترین شهر این استان بود». هاجر چنارانی دربارهٔ این اقدام خود گفت: «این شخص همواره از کلمه خراسان غربی در بین سخنانش استفاده می‌کند و من هم باید پاسخ همشهریانم را به عنوان نمایندهٔ آن‌ها در مجلس بدهم و زمانی که من رفتم میکروفن را بگیرم خودم صحبت کنم، جوری وانمود شد که گویی می‌خواهم حمله کنم.» وی تأکید داشت که سبزوار ۴ روستای شهرستان نیشابور را در زمان معاونت سیاسی یک سبزواری دیگر در استانداری از شهرستان نیشابور جدا کرده‌است که هنوز بعد از ۸ سال آنها را به نیشابور برنگردانده است.

#### وام برای خانواده
هاجر چنارانی در روز سه شنبه ۱۶ آذر ۱۴۰۰با ارسال ۵ نامه جداگانه به امیر حسین قاضی‌زاده هاشمی درخواست اعطای مجدد ۵ وام تسهیلات بانکی هر کدام به مبلغ ۳۰۰ میلیون تومان به خواهر و برادرش کرد.

#### فرزندان مسئولان جمهوری اسلامی
به گفته او فرزندان ۵۴۰۰ نفر از مسئولان جمهوری اسلامی در خارج از ایران هستند. او همچنین در جریان بررسی صلاحیت محمدهادی زاهدی‌وفا
برای وزارت تعاون، کار و رفاه اجتماعی در مجلس ایران گفت: «اگر کشوری، متجاوز، متخاصم و دشمن است، آمریکا و کاناداست. چطور فرزندان مسئولان آنجا هستند؟».